# 데메트리오스 2세 아에톨리코스
데메트리오스 2세는 안티고노스 2세 고나타스의 왕자로, 마케도니아의 왕(제위 기원전 239~229)으로 치세하였다. 그는 그의 아버지의 생존 시에 이미 데르디아에서 에피루스의 알렉산더 2세를 격파하여 두각을 나타내었다. 계승 시에 그는 보통 라이벌이었던 두 위대한 연맹, 이에톨리아인과 아카에아 인이 마케도니아 권력에 대항하여 형성한 연합군을 강력한 일격으로 연맹에서 보에도티아를 떼어내어 다루는 데 성공하였다.
에피루스에서의 혁명은 왕국을 공화연합으로 대체하는 것으로 그의 지위를 극도로 약화시켰다.
드미트리우스는 역시 북쪽의 야생인들에 대해 마케도니아를 방어하여야 했다. 다르다니아인과의 전투는 재앙으로 판명되었고 그는 직후에 붕어하고 그와 크리세이스의 왕자 필립을 아직 어린 상태로 남겼다.
드미트리우스의 전부인은 셀레우코스 왕 안티오코스 1세의 딸 스트라토니케와 에피루스의 알렉산더의 딸 프티아 그리고 그의 사촌 알렉산더의 미망인 니카에였다. 이들 결혼의 연대는 논쟁의 대상이다.
| 전임 안티고노스 2세 | 안티고노스 왕조 | 후임 안티고노스 3세 |

| 전임 안티고노스 2세 | 마케도니아 왕국의 바실레우스 기원전 239년 - 기원전 229년 | 후임 안티고노스 3세 |

## 같이 보기
- 고대 마케도니아인
- 마케도니아 왕국 사람 목록